# Bene Ildikó
Bene Ildikó (Szolnok, 1962. augusztus 21. –) magyar orvos, belgyógyász, hipertonológus, politikus; 2010. május 14. óta a Fidesz – Magyar Polgári Szövetség Országgyűlési képviselője.

## Családja
1986-ban kötött házasságot Jánosi Mihály villamosmérnökkel. Két gyermekük van, Csaba (1988) és Zsolt (1991).

## Életrajz

### Tanulmányai
Középiskolai tanulmányait Újszászon végezte el. 1980-ban felvették a Szegedi Orvostudományi Egyetem Általános Orvosi Kar általános orvos szakára, amit 1986-ban végzett el. 1992-ben szakvizsgázott belgyógyászatból. Hipertonológus minősítést szerzett 2001-ben. 2010-ben a Semmelweis Egyetem Egészségügyi menedzserképző Központ képzésén okleveles egészségügyi szakmenedzser diplomát kapott.

### Politikai pályafutása
2000-ben lépett be a Fidesz – Magyar Polgári Szövetségbe. 2010. május 14. óta a Fidesz – Magyar Polgári Szövetség Országgyűlési képviselője.
2010. május 14. és 2010. június 8. között az Ifjúsági, szociális, családügyi és lakhatási bizottság tagja. 2010. május 14. és 2011. február 14. között az Egészségügyi bizottság tagja. 2011. február 14. és 2014. május 5. között az Egészségügyi bizottság alelnöke. 2014. május 6. és 2014. június 23. között a Népjóléti bizottság elnöke. 2014. június 24. óta a Népjóléti bizottság alelnöke.
2006 és 2014 között a Szolnok Megyei Jogú Város Önkormányzata megyei jogú városok közgyűlésének tagja volt.
2025-ben a Magyar Érdemrend tisztikeresztjével tüntették ki.

### Egészségügyi munkássága
Bene Ildikó 1986 óta a Hetényi Géza Megyei Kórház dolgozója. 2008. november 1-jétől a Hetényi Géza Kórház Rendelőintézetének orvosigazgatója. 2010-től 2014. április 30-ig a Hetényi Géza Megyei Kórház főigazgatója.